# Hanno Rund
Hanno Rund   (Schwerin, 26 d'octubre de 1925 - Tucson, 5 de gener de 1993) va ser un matemàtic jueu alemany emigrat a Sud-àfrica.
Nascut a Alemanya de família jueva, els seus pares van emigrar amb ell i la seva germana el 1933, quan Hitler va arribar al poder. Després d'un breu temps a Eldoret (Kenya), la família es va asentar a Ciutat del Cap (Sud-àfrica) on va fer els seus estudis. Va rebre el seu doctorat el 1950 a la universitat de Ciutat del Cap sota la direcció de Christian Pauc. Entre 1946 i 1956 va ser professor de diverses universitats sud-africanes, alemanyes i canadenques i després va assumir tasques docents a la universitat de Natal (1956-1962) i a la universitat de Sud-àfrica (1962-1966) i a la universitat del Witwatersrand (1966-1969). El 1969 va tornar a Amèrica per a ser professor a la universitat de Waterloo (1969-1972) i a la universitat d'Arizona a Tucson, on va morir el 1993, després d'haver estat cap del departament de matemàtiques aplicades de la universitat.
Els treballs de recerca més notables de Rund van ser en les camps de la geometria diferencial, del càlcul de variacions i de la formulació hamiltoniana i, sobre tot, en les seves aplicacions a la física matemàtica i, en particular, a la teoria general de la relativitat.